# Calthorpe
Calthorpe är en by i civil parish Erpingham, i distriktet North Norfolk, i grevskapet Norfolk i England. Byn är belägen 11 km från Cromer. Calthorpe var en civil parish fram till 1935 när blev den en del av Erpingham. Civil parish hade 143 invånare år 1931. Byn nämndes i Domedagsboken (Domesday Book) år 1086, och kallades då Calatorp/Caletorp.